# Gentiana bryoides
Gentiana bryoides är en gentianaväxtart som beskrevs av Isaac Henry Burkill. Gentiana bryoides ingår i släktet gentianor, och familjen gentianaväxter. Inga underarter finns listade i Catalogue of Life.